# Fortore
Il Fortore (Fertor in latino) è un fiume dell'Italia meridionale lungo 86 km che scorre nelle province di Benevento, Campobasso e Foggia.

## Percorso
Nasce dal monte Altieri, nell'Appennino campano, dall'unione di quattro ruscelli: 
- il Fiumarelle, sgorgante dal bosco Vetruscelli in agro di Roseto Valfortore (FG);
- il Foiano, proveniente dal territorio comunale di Foiano di Val Fortore (BN);
- il Montefalcone, derivante dalla località Trivolicchio;
- il San Pietro, dalla località omonima nel territorio del comune di Montefalcone di Val Fortore (BN).

I quattro torrenti confluiscono in contrada Facchiano, a circa 4 km da San Bartolomeo in Galdo (BN).
Il fiume prosegue il suo corso da sud a nord, inizialmente in una valle stretta e tortuosa, che poi si fa più ampia, separando i territori comunali di San Bartolomeo in Galdo sulla riva destra, e di Baselice (BN) sulla riva sinistra. 
Riceve a destra i torrenti Ripa e Mariella e da sinistra il torrente Cervaro; quest'ultimo (da non confondersi con l'omonimo fiume Cervaro) sorge nella località di Piana del Bosco e percorre circa 10 km, ricevendo come affluenti i torrenti Vallone Mazzocca, Fosso Porcara, Fosso San Felice, Scortica e Giumenta.
Dopo 22 km, nel territorio del comune di Castelvetere in Val Fortore, in località Cucchiarone, presso il monte Sant'Angelo, esce dalla provincia di Benevento.
Segna quindi il confine tra la provincia di Campobasso nel Molise e la provincia di Foggia nella Puglia, dove è sbarrato a formare il lago di Occhito.
Sfocia nel mar Adriatico nel territorio del comune di Serracapriola, a poca distanza dal lago di Lesina.

## Storia
Il Fortore era citato da Plinio il Vecchio come flumen portuosum Fertor. Questa informazione, unita ai ritrovamenti archeologici nei pressi della sua foce che confermano la presenza di uno scalo commerciale a servizio di Teanum Apulum, indicano che nell'antichità il basso Fortore fosse navigabile.
Nel 1053, nei pressi della piana del Fortore nell'attuale comune di San Paolo di Civitate, vi si svolge la battaglia di Civitate che vide contrapposti i Normanni di Umfredo d'Altavilla e un esercito di varie popolazioni coalizzate da papa Leone IX. L'esito della battaglia fu decisivo per la vittoriosa conquista normanna dell'Italia meridionale.